# Stommen, Årjängs kommun
Stommen är kyrkbyn i Västra Fågelviks socken i Årjängs kommun belägen vid västra stranden av sjön Foxen. Från 2015 avgränsar SCB här en småort.
I Stommen ligger Västra Fågelviks kyrka, byggd 1859–1860 och ritad av arkitekten Albert Törnqvist, mycket vackert på en udde som sticker ut i sjön Stora Le. Invid kyrkan fanns tidigare en låg- och mellanstadieskola, idag finns endast en förskola. Från Stommen leder en högbro över till Sundsbyn på den östra sidan om sjön. En färja förde tidigare trafikanterna över vattnet.